# Xuefu
Xuefu (kinesiska: 学府, 学府街道) är ett stadsdelsdistrikt i Kina. Det ligger i storstadsområdet Tianjin, i den norra delen av landet, nära eller i stadens centrum. Antalet invånare är 103 319. Befolkningen består av 48 791 kvinnor och 54 528 män. Barn under 15 år utgör 3,0 %, vuxna 15-64 år 85 %, och äldre över 65 år 10,0 %.